# Bijol Islands
Bijol Islands ist eine Inselgruppe im westafrikanischen Staat Gambia.

## Geographie
Die kleine unbewohnte Inselgruppe Bijol Islands im Atlantischen Ozean sind Gambias einzige Hochseeinseln. Die aus fünf Inseln bestehende Gruppe liegt ungefähr zweieinhalb bis dreieinhalb Kilometer vor der Küste bei Bald Cape nördlich der Ortschaft Tanji im Distrikt Kombo South. Sie bilden das westlichste Territorium Gambias. Die kleine Inselgruppe gehört mit zum 1993 eingerichteten Vogelschutzgebiet Tanji Bird Reserve, das auf dem Festland liegt und den Tanji-Fluss mit seinem Mangrovenwald am Ufer umfasst.
Die Inselgruppe ist der einzige bekannte Brutplatz von Raubseeschwalben (Sterna caspia), Königsseeschwalben (Sterna maxima) und Möwen (Laridae) in Gambia. Im Wasser sind Mittelmeer-Mönchsrobben (Monachus monachus), Kamerunflussdelfine (Sousa teuszii) und Schildkröten (Testudinata) zu finden.